# Copia de carbón
CC, en español con copia y en inglés carbon copy, es decir «copia de carbón»,  es el segundo de los tres campos comunes del encabezado de un mensaje de correo electrónico. Estos tres campos son Para, CC y CCO.
El campo CC se utiliza para enviar una o varias copias extras del mensaje a uno o varios destinatarios adicionales al principal o principales (dirección o direcciones puestas en la casilla Para). Figuradamente es como si se enviaran una o varias copias logradas con papel carbón a partir de una carta original impresa en papel.
En principio (salvo en algunos proveedores de correo web) es posible enviar un mensaje a todas las direcciones como CC, sin que necesariamente deba ponerse algo en el campo Para.
En ocasiones puede convenir utilizar, en vez de esta casilla, el campo CCO (copia de carbón oculta, o con copia oculta).